# L'Opéra des rats
L'Opéra des rats est une pièce de théâtre française écrite en 1983 par Léo Ferré, sur un argument et des personnages créés par son ami comédien et dramaturge Richard Martin. Elle a été représentée d'octobre à décembre la même année au Théâtre Toursky de Marseille.
Les dialogues de L’Opéra des rats ont été enregistrés chez lui par Léo Ferré. Cette maquette d'une durée de 24 minutes environ a fait l’objet d'une publication hors-commerce sur support CD en 2000, pour accompagner la sortie de l'album posthume Métamec dans les magasins Fnac, puis d'une publication en bonne et due forme en 2025, dans le coffret d'enregistrements posthumes Le Chemin d'enfer. Le texte de ces dialogues a été pour la première fois publié en 2013 dans le livre-somme Les Chants de la fureur. Le texte complet de la pièce (avec les scènes non dialoguées) reste encore à publier.

## Genèse
« Cette pièce de Richard Martin, dont j'ai humblement écrit les dialogues, part d'une poubelle pour aller, je le souhaite, dans la tête des gens intelligents qui n'ont pas l'outrecuidance de confondre la merde avec le cœur. »

— Léo Ferré, 27 août 1983

## Distribution des rôles à la création
- ? : le Toscan
- ? : le Vieux
- ? : Fifi
- ? : la Mamma
- ? : la Tante
- ? : le Travesti
- ? : le Fakir
- ? : le Cordonnier
- ? : Guy Toutou, reporter
- ? : le Ministre de l'Intérieur
- ? : le Petit
- ? : Rénata
- ? : Zaza, loubine
- ? : Loulou, loubard
- ? : Bikini, loubard
- ? : Joseph, armateur (et loubard)
- ? : le Client du Travesti
- ? : les Arabes

...?